# Laurel Canyon
Laurel Canyon o La Calle de las Tentaciones es una película melodramática estadounidense de 2002, escrita y dirigida por Lisa Cholodenko. La película está protagonizada por Frances McDormand, Christian Bale, Kate Beckinsale, Natascha McElhone y Alessandro Nivola. Laurel Canyon, una calle que atraviesa el corazón de Hollywood Hills, ha sido desde siempre el hogar de músicos, actores, artistas y otros bohemios. En ella vive Jane, una veterana productora de música que intenta conseguir el éxito para una banda británica cuyo cantante Ian es su joven amante. Sam, el hijo de Jane, y su novia Alex se acaban de graduar en medicina en Harvard. Ambos, conservadores y serios, se trasladan a Los Ángeles con la intención de completar sus estudios y quedarse a vivir en casa de Jane.

## Sinopsis
Jane lleva una vida algo alocada que su hijo Sam no siempre comprende. La madre es productora discográfica y está intentado lanzar al éxito a una banda de música británica con cuyo cantante, Ian, mantiene una relación. Su hijo acaba de graduarse en la Universidad de Harvard y quiere continuar sus estudios con su novia, Alex. Ambos habían planeado irse a vivir a un piso que Jane tenía abandonado en Los Ángeles, pero los planes se ven interrumpidos.
La madre había cedido el inmueble a la banda para que esta pudiera ensayar allí y Sam se lleva una enorme decepción. Al tiempo que la relación con su madre se va alejando, su novia, Alex, se siente más atraída por la forma de vivir inusual que lleva su suegra y el grupo. Sam se sentirá más solo que nunca, hasta que conoce a Sara.

## Argumento
Sam (Christian Bale) y Alex (Kate Beckinsale) son una pareja recién comprometida que se mudan a Los Ángeles para avanzar en sus carreras. Sam es un psiquiatra recién graduado quien comienza su residencia, mientras que Alex, que tiene una formación muy rica y también es médica, está terminando su doctorado con una disertación sobre Genómica. La pareja, relativamente relajada y con movilidad ascendente, planea quedarse en la casa vacante de la madre de Sam, Jane (Frances McDormand), una productora discográfica de espíritu libre en la sección Laurel Canyon de la ciudad de Los Ángeles. Sin embargo, en un cambio de planes, Jane todavía está allí, grabando un álbum con su novio británico, Ian McKnight (Alessandro Nivola), y su banda. La película se enfoca con cierta profundidad en el desafío de intentar crear música pop exitosa, mostrando el trabajo en dos pistas (ambas escritas y lanzadas anteriormente por la banda Sparklehorse). Los compañeros de banda de Ian son interpretados por dos notables roqueros independientes, el bajista Fripp (Lou Barlow) y el guitarrista Dean (Imaad Wasif).
Jane e Ian están en medio de un romance ardiente y, tanto el productor como la banda ,parecen estar más interesados en la fiesta que en terminar el disco. La presencia de Jane es una fuente de consternación para Sam, ya que él y su madre tienen una relación algo tensa, debido a su mentalidad muy diferente. Alex, sin embargo, está intrigada por las nuevas opciones de estilo de vida presentadas por su futura suegra. Normalmente trabajador, Alex comienza a pasar más tiempo con la banda y menos tiempo trabajando en su disertación. Su creciente fascinación con Jane e Ian conduce a una escena en la que los tres se besan desnudos en la piscina.
Mientras tanto, Sam se siente atraído por la compañera residente israelí, Sara (Natascha McElhone), que también está interesada en él. Comparten un primer beso mientras regresan de una reunión informal de pasantes, casi al mismo tiempo que Alex tiene su primera cita con Jane e Ian en la piscina. Algún tiempo después, mientras Alex asiste a la fiesta de Jane e Ian celebrada en una concurrida suite de hotel para celebrar el lanzamiento del nuevo álbum de la banda, Sam y Sara se encuentran en un estacionamiento y, en una conversación llena de tensión sexual, declaran su atracción mutua.
La situación tensa la relación de Sam y Alex casi hasta el punto de romper al final de la película. Después de que la fiesta ha terminado y los tres se quedan solos en la suite, Ian intenta "terminar" (en sus palabras) su encuentro con Alex y Jane, pero este último decide no hacerlo y el trío no tiene lugar. Al regresar a casa después de su conversación con Sara, Sam decide ir al hotel y descubre a Jane, Ian y Alex con poca ropa en la habitación. En un ataque de ira, golpea repetidamente a Ian, golpea a su madre con el codo mientras ella trata de separarse de la pelea y sale del hotel, pero Alex lo persigue calle abajo y le profesa su amor.
A la mañana siguiente, la situación parece volver a la normalidad nuevamente. Pero Sara llama a Sam y le dice que no puede controlar su corazón, a diferencia de lo que él le dijo el día anterior. Sam observa su entorno, pospone cualquier conversación y toma un momento de reflexión. Los créditos corren terminando así la película.

## Reparto
- Frances McDormand ... Jane
- Christian Bale ... Sam
- Kate Beckinsale ... Alex
- Alessandro Nivola ... Ian McKnight
- Natascha McElhone ... Sara
- Lou Barlow ... Fripp
- Imaad Wasif ... Dean
- Russell Pollard ... Rowan
- Mickey Petralia ... Mickey
- Melissa De Sousa ... Claudia
- Alexandra Carter ... Darla
- Michelle DeMirjian ... China
- Rick Gonzalez ... Wyatt
- Dennis Howard ... Señor Elliot
- Catherine McGoohan ... La señora Elliot

## Premios
Premios Independent Spirit
- Nominaciones: Mejor actor de reparto: Alessandro Nivola
- Nominaciones: Mejor actriz de reparto: Frances McDormand